# 奧爾日察河

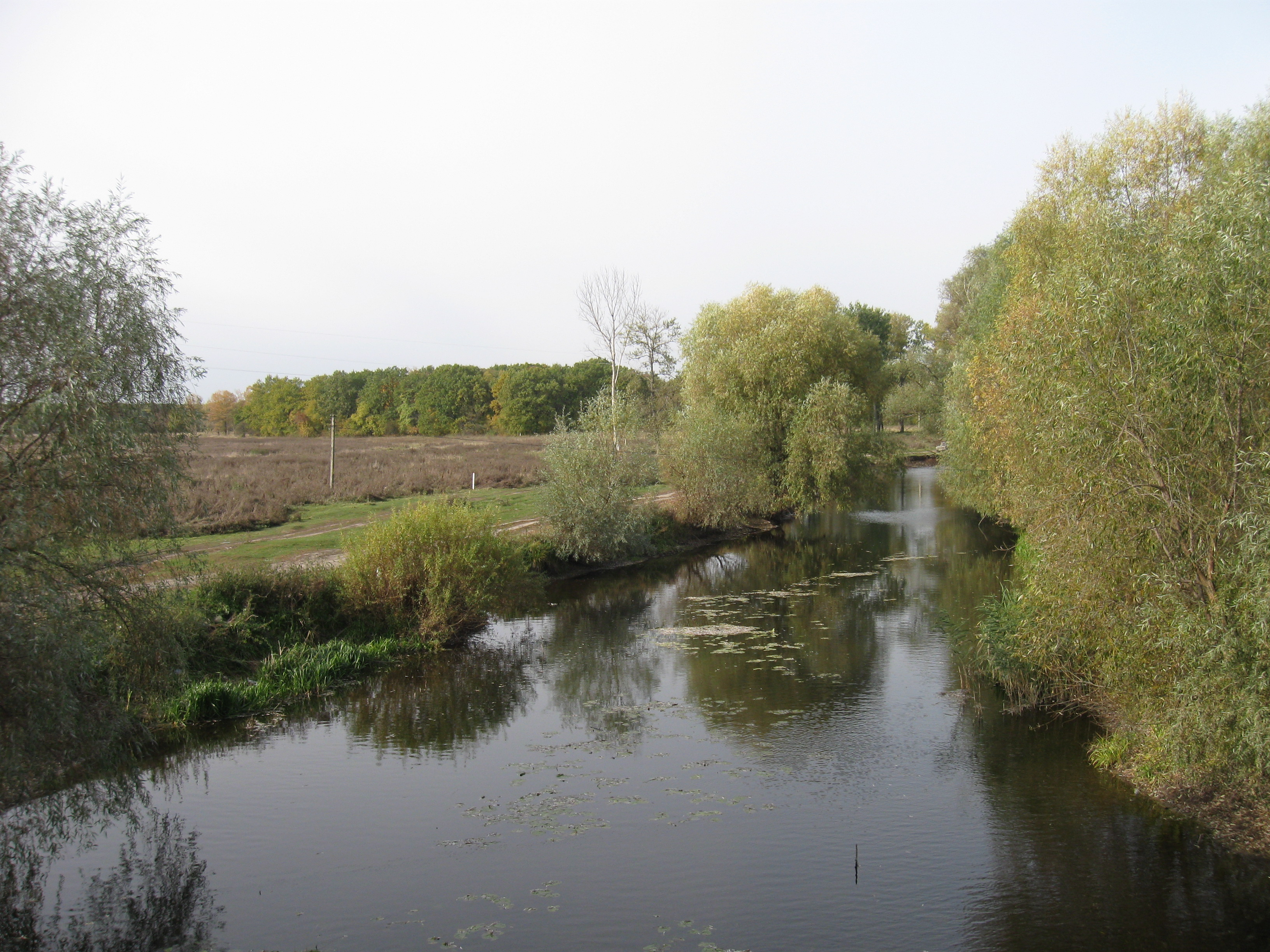
奥尔日察河

奥尔日察河（烏克蘭語：Оржиця），是烏克蘭的河流，位於該國中部，流經波爾塔瓦州，屬於蘇拉河的支流，河道全長29公里，流域面積2,190平方公里，奧爾日察處於右岸。